# Trasmoz
Trasmoz è un comune spagnolo di 88 abitanti situato nella comunità autonoma dell'Aragona.

## Storia
La storia del paese risale al XII secolo quando venne fondata la signoria di Trasmoz, che durante il XII e il XIII sec. si alternò tra il Regno d'Aragona e il Regno di Navarra, fino a quando Giacomo I nel 1232 la conquistò definitivamente.
A metà del XIV sec., appartenne alla nobile famiglia De Luna d'Aragona, 
che cadde in disgrazia in seguito al Compromesso di Caspe, per aver appoggiato Giacomo II di Urgell, e nel 1437 Alfonso V fece in modo che Trasmoz si sottomettesse all'autorità di don Lope Ximénez de Urrea (I conte di Aranda), suo uomo di fiducia.
Alla sua morte, prese possesso del castello il giovane secondogenito don Pedro Manuel Ximénez de Urrea (1485–1524). Nel 1511 scoppiò una guerra tra gli Ximénez de Urrea ed il monastero reale di Santa Maria de Veruela a causa di una disputa sull'uso dell'acqua del Moncayo.
A causa di questo conflitto la Chiesa proclamò una scomunica contro il paese, la cosiddetta Maldición de Trasmoz.
Nel 1530 il castello di Trasmoz rimase disabitato. Un incendio subito dal dongione, che crollò parzialmente, e il saccheggio di arredi e materiali da costruzione presenti nella fortezza fecero in modo che al giorno d'oggi siano rimaste solo le mura e la torre.